# Santa Cruz de Sauces
Santa Cruz de Sauces är en ort i Mexiko.   Den ligger i kommunen Galeana och delstaten Nuevo León, i den centrala delen av landet, 600 km norr om huvudstaden Mexico City. Santa Cruz de Sauces ligger 1 619 meter över havet och antalet invånare är 107.
Terrängen runt Santa Cruz de Sauces är kuperad västerut, men österut är den bergig. Runt Santa Cruz de Sauces är det mycket glesbefolkat, med 5 invånare per kvadratkilometer. Närmaste större samhälle är Galeana, 10,6 km sydost om Santa Cruz de Sauces. I omgivningarna runt Santa Cruz de Sauces växer huvudsakligen savannskog.